# ソビエト連邦の国歌
ソビエト社会主義共和国連邦国歌（ソビエトしゃかいしゅぎきょうわこくれんぽうこっか、ロシア語: Государственный гимн Союза Советских Социалистических Республик）、通称ソビエト連邦国歌（ロシア語: Государственный гимн СССР）とは、1944年から1991年のソビエト連邦の崩壊までのソビエト社会主義共和国連邦、および同年代のロシア・ソビエト連邦社会主義共和国における国歌である。1922年の成立から1943年までのソビエト連邦およびロシアSFSRの国歌はインターナショナルであるが、本稿では1944年以後の「ソビエト連邦国歌」について記す。

## 概要
本来は1943年に全く新しい曲と歌詞で国歌を制定する予定で公募されたが、ヨシフ・スターリンの気に入るような作品が集まらず、結局アレクサンドル・アレクサンドロフが1938年に作曲した「ボリシェヴィキ党歌」（Гимн партии большевиков、作詞はヴァシリー・レベジェフ＝クマチ）の曲を流用し、児童文学作者であったセルゲイ・ミハルコフの詩を元にガブリエリ・エリ＝レギスタンが補作するかたちで決定された。
この決定を受け、「インターナショナル」はこの年をもって国歌としての使用を終了、翌年1944年以降は全連邦共産党(ボリシェヴィキ／のちのソビエト連邦共産党)の党歌となった。1993年に結党したロシア連邦共産党においても党歌として使用されている。
当初の歌詞の2番にはレーニンとともにスターリンを称える箇所があるが、スターリン死去後の1955年12月7日から歌詞なしで演奏されるようになったが、1977年にミハルコフ自身が作詞し直した、新しい歌詞になった。
1991年のソビエト連邦の崩壊とともに、ロシアの暫定的な国歌として「愛国歌」が選ばれたが、歌詞がないこともあり定着せず、国民からは旧ソ連国歌の復活を求める声が上がった。
2000年に制定された現行のロシア連邦国歌では、ソビエト連邦国歌の旋律と歌詞の一部（"Славься, Отечество наше свободное"：讃えられて在れ、自由な我らが祖国よ）を転用している。その他の歌詞もやはりミハルコフが作詞している。
なお、日本では「祖国は我らのために」の通称が使われることがあるが、これに相当する名称はソ連・ロシアにはない。
そしてこの曲はカノン進行である。

## 初代の歌詞
1944年から1955年までの初代歌詞は次の通り。3番は発表当時の独ソ戦を想起させる。アレクサンドロフ赤軍合唱団が最初に歌った。
1番
Союз нерушимый республик свободных
Сплотила навеки Великая Русь
Да здравствует созданный волей народов
Единый, могучий Советский Союз!
コーラス
Славься, Отечество наше свободное,
Дружбы народов надёжный оплот!
Знамя советское, знамя народное
Пусть от победы к победе ведёт!
2番
Сквозь грозы сияло нам солнце свободы,
И Ленин великий нам путь озарил:
Нас вырастил Сталин - на верность на роду,
На труд и на подвиги нас вдохновил!
コーラス
Славься, Отечество наше свободное,
Счастья народов надёжный оплот!
Знамя советское, знамя народное
Пусть от победы к победе ведёт!
3番
Мы армию нашу растили в сраженьях
Захватчиков подлых с дороги сметём!
Мы в битвах решаем судьбу поколений,
Мы к славе Отчизну свою поведём!
コーラス
Славься, Отечество наше свободное,
Славы народов надёжный оплот!
Знамя советское, знамя народное
Пусть от победы к победе ведёт!

### ラテン文字転写
1番
Soyuz nerushimyy respublik svobodnykh
Splotila naveki Velikaya Rus'
Da zdravstvuyet sozdannyy voley narodov
Yedinyy, moguchiy Sovetskiy Soyuz!
コーラス
Slav'sya, Otechestvo nashe svobodnoye,
Druzhby narodov nadozhnyy oplot!
Znamya sovetskoye, znamya narodnoye
Pust' ot pobedy k pobede vedot!
2番
Skvoz' grozy siyalo nam solntse svobody,
I Lenin velikiy nam put' ozaril:
Nas vyrastil Stalin - na vernost' narodu,
na trud i na podvigi nas vdokhnovil!
コーラス
Slav'sya, Otechestvo nashe svobodnoye,
Schast'ya narodov nadozhnyy oplot!
Znamya sovetskoye, znamya narodnoye
Pust' ot pobedy k pobede vedot!
3番
My armiyu nashu rastili v srazhen'yakh
Zakhvatchikov podlykh s dorogi smetom!
My v bitvakh reshayem sud'bu pokoleniy,
My k slave Otchiznu svoyu povedom!
コーラス
Slav'sya, Otechestvo nashe svobodnoye,
Slavy narodov nadozhnyy oplot!
Znamya sovetskoye, znamya narodnoye
Pust' ot pobedy k pobede vedot!

### 日本語訳
1番
自由な共和国の揺るがぬ同盟
偉大なルーシによって結び付けられる
人民の意思によって作られた
団結した強力なソビエト連邦万歳！
コーラス
讃えられてあれ、我らの自由な祖国よ
民族友好の頼もしい砦よ！
ソビエトの旗、人民の旗が
勝利から勝利へと導く！
2番
雷雨を貫いて自由の太陽は我々に輝き
そして偉大なレーニンは道を照らした
スターリンは我々を育てた――人民への忠誠を
労働へそして偉業へと我々を鼓舞したのだ！
コーラス
讃えられてあれ、我らの自由な祖国よ
人民の幸せの頼もしい砦よ！
ソビエトの旗、人民の旗が
勝利から勝利へと導く！
3番
我々の軍は戦いによって我々を成長させ
卑劣な侵略者を道から一掃した！
大戦によって我々は世代の運命を決定し
我々が我が祖国に栄光をもたらそう！
コーラス
讃えられてあれ、我らの自由な祖国よ
人民の栄光の頼もしい砦よ！
ソビエトの旗、人民の旗が
勝利から勝利へと導く！

## 1977年以降の歌詞

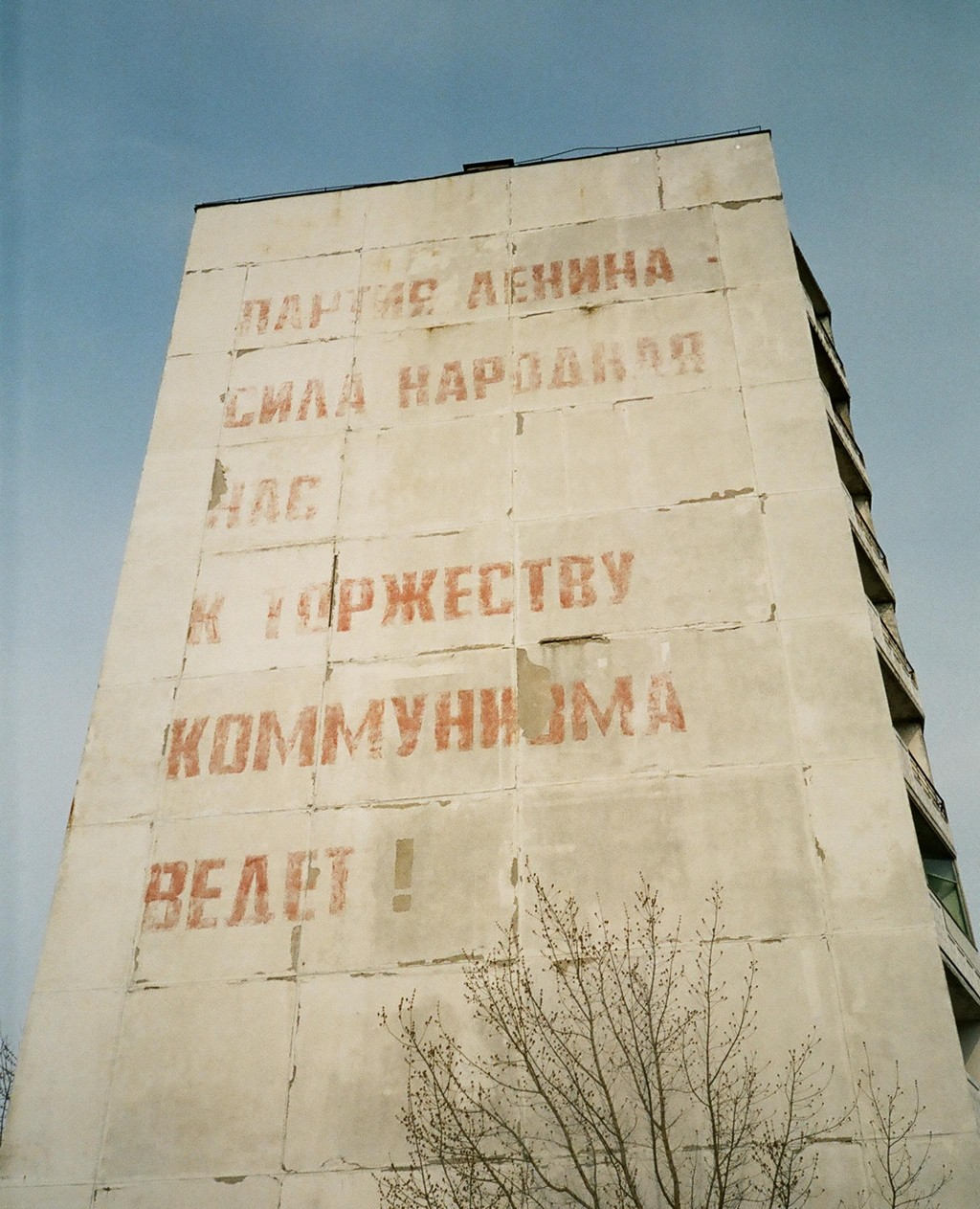
ウクライナ・プリピャチの高層アパートに書き残されたコーラス部分の一節

フルシチョフによるスターリン批判およびその後のソ連国内におけるスターリンの否定的再評価によってスターリンを賞賛する部分が差し替えられたほか、大祖国戦争中であった1944年時点では適切だったもののその後の情勢変化により過度に好戦的とみなされかねない歌詞を含むこと、戦争に関する歌詞が多い一方で共産主義についての歌詞が少ないことなどが問題視され、特に3番については全面的な改訂が行われた。
1番
Союз нерушимый республик свободных
Сплотила навеки Великая Русь.
Да здравствует созданный волей народов
Единый, могучий Советский Союз!
コーラス
Славься, Отечество наше свободное.
Дружбы народов надёжный оплот!
Партия Ленина - сила народная:
Нас к торжеству коммунизма ведёт!
2番
Сквозь грозы сияло нам солнце свободы,
И Ленин великий нам путь озарил:
На правое дело он поднял народы,
На труд и на подвиги нас вдохновил!
(コーラス)
3番
В победе бессмертных идей коммунизма
Мы видим грядущее нашей страны,
И Красному знамени славной Отчизны
Мы будем всегда беззаветно верны!
(コーラス)

### ラテン文字転写
1番
Soyuz nerushimyy respublik svobodnykh
Splotila naveki Velikaya Rus!
Da zdravstvuyet sozdannyy voley narodov
Yedinyy, moguchiy Sovetskiy Soyuz!
コーラス
Slav'sya, Otechestvo nashe svobodnoye.
Druzhby narodov nadozhnyy oplot!
Partiya Lenina - sila narodnaya:
Nas k torzhestvu kommunizma vedot!
2番
Skvoz' grozy siyalo nam solntse svobody,
I Lenin velikiy nam put' ozaril:
Na pravoye delo on podnyal narody,
Na trud i na podvigi nas vdokhnovil!
（コーラス）
3番
V pobede bessmertnykh idey kommunizma
My vidim gryadushcheye nashey strany,
I Krasnomu znameni slavnoy Otchizny
My budem vsegda bezzavetno verny!
（コーラス）

### 日本語訳
1番
自由な共和国の揺ぎ無い同盟は
偉大なルーシ

が永遠に結びつけた
人民の意思によって建設された
団結した強力なソビエト連邦万歳！
コーラス
讃えられてあれ、我らの自由な祖国よ
民族友好の頼もしい砦よ！
レーニンの党――人民の力は
我々を共産主義の勝利へと導く！
2番
雷雨を貫いて自由の太陽は我々に輝き
そして偉大なレーニンは道を照らした
彼は人民を正義の事業へと立ち上がらせ
労働へそして偉業へと我々を奮い立たせた！
(コーラス)
3番
不滅の共産主義の理想の勝利に
我々は我が国の未来を見ている
そして栄光ある祖国の赤旗に
我々は常に熱い忠誠心を持ち続ける！
(コーラス)

## ボリシェヴィキ党歌
国歌になる前のボリシェヴィキの党歌。スターリン批判以前なので、レーニンと共にスターリンを称える箇所が存在する。